# Kabinett Trunk III
Das Kabinett Trunk III bildete vom 3. Februar 1927 bis 23. November 1927 die Landesregierung von Baden.
Nachdem Heinrich Köhler am 29. Januar 1927 zum Reichsminister der Finanzen berufen wurde und seine badischen Regierungsämter niederlegte, wählte der badische Landtag in seiner 12. Sitzung vom 3. Februar 1927 einen neuen Minister der Finanzen sowie einen neuen Staatspräsidenten.
| Amt                   | Name                         | Partei |
| --------------------- | ---------------------------- | ------ |
| Staatspräsident       | Gustav Trunk                 | Z      |
| Inneres               | Adam Remmele                 | SPD    |
| Justiz                | Gustav Trunk                 | Z      |
| Kultus und Unterricht | Otto Leers                   | DDP    |
| Finanzen              | Josef Schmitt                | Z      |
| Staatsräte            | Ludwig Marum Josef Weißhaupt | SPD Z  |